# Mågeøen
 For alternative betydninger, se Mågeøen (Mariager Fjord).
Mågeøen (tysk Möweninsel) er en holm i det nordlige Tyskland, beliggende i Slien i nærheden af Slesvig by. Den fungerer som et fuglereservat og ejes af naturforeningen Verein Jordsand zum Schutz der Seevögel und der Natur e.V..
En opsynsmand, en såkaldt mågekonge (på tysk Möwenkönig), våger også i nutiden over øen. Mågekongetitlen stammer fra hertugtiden på Gottorp Slot. Mågekongens opgave var at indsamle mågeæg til det fyrstelige hof og beskytte øen mod æggetyve. En dag om året fik det gemene folk lov til at besøge øen. Den såkaldte Möwenpreis udviklede sig til en folkefest, som 1867 blev forbudt af den preussiske regering.
Indtil 1989 samlede mågekongen mågeæg, som han solgte til restauranter og butikker. Afslutningen på mågeægsæsonen blev fejret med en offentlig mågeægspisningsfest. Fra 1989 blev der på grund af den stigende miljøforurening ikke mere indsamlet mågeæg. 
Det er kun lovligt at besøge Mågeøen, når det om vinteren er muligt at gå over isen. Den korteste vej til holmen er fra byparken Kongeengen (tysk Königswiesen) eller fra Hedeby Nor. 

## Historie
I 1100-tallet byggede Knud Lavard på mågeøen borgen Skt. Jørgensborg. 1250 lykkedes det for Erik Plovpenning at erobre størsteparten af Abels hertugdømme. Den 10. august 1250 mødte kong Erik Plovpenning her sin bror hertugen af Sønderjylland Abel for at slutte forlig. Hertug Abel, der mente at han havde arveret til tronen, dræbte under mødet sin bror Erik og smed liget i fjorden. Næste morgen fik nogle fiskere liget i deres garn.
Efter sagnet skriger mågerne siden den tid: Erik, Erik. De kaldes også for Abels ravne eller for Eriks duer. 
Ved stranden på den sydøstlige side af Mågeøen fandt en lokal fisker år 2000 rester af en træbåd. 
Efter bjærgningen af træresterne kunne arkæologerne datere, at skibet var fra 1163, havde en længde på 15 m og en bredde på 4 m, bygget efter nordisk tradition og formodentlig bygget i nærheden af Slesvig.
Om det forhenværende slot på Mågeøen fortæller folkelegenden, at der blomstrer en nat hver hundred år en gul blomst på øen, som ved sin lys lod slottet og skatter på øen genopstå.